# Приволзький (Волзький район)
Приво́лзький (рос. Приволжский, марій. Приволжский) — селище міського типу у складі Волзького району Марій Ел, Росія. Адміністративний центр Приволзького міського поселення.

## Населення
Населення — 4159 осіб (2010; 4161 у 2002).